# نايف مبارك
نايف مبارك، لاعب كرة قدم قطري يلعب حالياً في نادي الخور .
لعب سابقاً لأندية السيلية الجيش .

## روابط خارجية
- نايف مبارك على موقع Soccerway.com (الإنجليزية)